# 鹿乃しうこ
鹿乃 しうこ（かの しうこ、3月4日 - ）は、日本の漫画家。大阪府出身、岡山県在住。

## 概要
主にボーイズラブ作品を手がける。以前は初田しうこ（ういだ しうこ）のペンネームで活動していたが、1999年に現行の名義に改称した。姉は同じくBL漫画家の内田一菜。
1992年にサン出版『小説JUNE』掲載の「鋼鉄都市破壊指令」（作：西条公威）の挿絵を担当し、商業誌でデビュー。同年10月「平成バタフライ・ボーイズ」を同誌で発表し、漫画家としてもデビューする。以降、『BE・BOY GOLD』（ビブロス）、『麗人』（竹書房）など、BLメジャー誌において多数の作品を発表し、一躍BL界を牽引する人気作家となる。
また、愛犬家でもあり、犬を題材にしたエッセイ漫画も執筆するほか、BL漫画作品にも数多く登場する。ラブラドールレトリバーのエルビス、トイプードルの文吾についてのエッセイ漫画の単行本も刊行している。2023年時点では勘太というトイプードルを飼っている。

## 作品リスト

### 漫画作品
以下のリストは、出版社別に刊行時期昇順で記載。特に表記のないものはBLマンガ作品。

#### ジュネット（マガジン・マガジン、サン出版）
※すべてJUNEコミックス。
- 永久磁石の法則（1994年11月） - デビュー作を含む初の単行本。[要出典]
- 生意気。（2001年12月）
- 可愛気。（2004年10月）
- 大人気。 -おとなげ-（2007年1月）
- 大本気。 -おおまじ-（2009年5月）
- 鹿乃しうこ［WILD CARD］（ジュネットMOOK、2010年11月）
- 大本気。 -おおまじ- 第2巻（2011年11月）
- アブナゲ。（2016年3月）
- はかなげ。（2018年11月[3] - 、既刊2巻[4]）※2023年2月17日現在

#### 株式会社リブレ（リブレ出版、ビブロス)
※表記のないものはすべてBE×BOY COMICS。ビブロス発行分も掲載する。
- 兎の城（1995年1月） - 「鹿乃しうこ初期作品集」の題号で2002年に復刊。現在は竹書房「DIVE」に同時収録。
- DIVE（2000年3月）SUPER BE×BOY COMICS
- GATENなアイツ（2001年8月）
- 兄貴上等 全2巻
- P.B.B. -プレイボーイブルース-（2003年8月 - 、既刊6巻）
- Punch↑（2006年12月 - 、既刊7巻）
- 新装版 兄貴上等 全2巻（2007年10月）
- 新装版 GATENなアイツ（2007年11月）
- 新装版 P.B.B. 第1巻、第2巻（2007年12月）
- Punch↑+次男上等（2013年3月）
- 持たざる男 Punch↑～About of HISASHI～（2024年1月）[5]

#### 竹書房
※「DIVE」以外はすべてバンブーコミックス REIJINセレクション。
- ラストキスから始めよう（1996年3月）
- $10 ―テンダラーズ―（1997年4月）
- 懺悔（1998年7月）
- ブルと歩けば…（1999年8月）
- 苦い果実（2000年8月）
- 君さえいれば…（2001年11月）
- こんな男に誰がした（2003年3月）
- 後ろの正面Darling（2004年7月）
- ナツコイ（2006年6月）
- 迷う男（2008年9月）
- 復刊版 DIVE（2008年9月） - ビブロスから発刊された「DIVE」に「兎の城」の短編を加えた復刊本（麗人セレクションDX月）。
- 懺悔（2010年9月）
- ササクレ・メモリアル（2012年10月）
- 君さえいれば・・・完全版（2013年12月）
- フェイク♂（2015年8月）
- ササクレ・クロニクル（2017年7月）
- ササクレ・クライシス（2022年7月）[6]
- ササクレ・インパクト（2024年11月）[7]

#### 双葉社
※すべて双葉文庫名作シリーズ。初版は宙出版からの発行。
- できのいいキス悪いキス 上下巻（2005年1月）
- 仏頂BABY（2006年6月）
- 花組任侠伝 上下巻（2006年6月）

#### 大洋図書
- プライスレス・ハニー（ミリオンコミックス Hertz Series 117、2012年2月）
- バクダン●ヘブン（H&C Comics ihr HertZシリーズ、2016年1月）
- つつぬけ。（H&C Comics ihr HertZシリーズ、2019年4月）[8]
- 心霊メイト（H&C Comics ihr HertZシリーズ、2023年8月）[9]

#### その他の出版社
- 花いぬ日記（宙出版、1999年1月）

ペット犬本。内田一菜との連名。
- 犬と暮らす本―困ったトイレのしつけ・むだ吠え・かみぐせの直し方（秋田書店、2000年11月）

犬のエッセイマンガのアンソロジー。
- ブラブラ☆ぶんぶん（ 学研プチコミックス、2005年4月）

ペット(犬)マンガ。
- Affair（徳間書店Charaコミックス、2005年6月）
- ESCAPE（日本文芸社ニチブンコミックス、2009年7月）

自らがキャラクターデザインを担当したゲームのコミカライズ。

### 小説挿絵担当
- 神田聖子「ポラロイドの海」青磁ビブロスビーボーイノベルス
- 須和雪里「ナイト・ラビリンス」角川ルビー文庫（1995年1月 - 1996年8月）
- 金丸マキ「青の時代」スコラルチルノベルス（1997年5月）
- 佐々木禎子「モーニングキスをよろしく」「不完全で、完璧なキス」フランス書院ラピス文庫

### 画集
- 鹿乃しうこ 1st画集 PLAYGIRL（マガジン・マガジン、2002年9月）[10]

- 鹿乃しうこ 3rd画集＆ファンブック『しゃっふる！』(ジュネット、2024年11月)[11][12]

### ボーイズラブゲーム
- ESCAPE（2002年8月25日） Monoceros 内田一菜とともに原画を担当。

### ドラマCD
- GATENなアイツ（2002年6月）ビブロス
- 兄貴上等（2003年6月）ムービック
- 生意気。（2003年9月）マガジン・マガジン
- P.B.B. （2003年10月）ビブロス
- 君さえいれば…（2004年10月）モモアンドグレープスカンパニー
- 可愛気。（2005年7月）マリン・エンタテインメント
- 復刻版 GATENなアイツ（2007年12月）マリン・エンタテインメント
- 復刻版 P.B.B.（2008年5月）マリン・エンタテインメント
- Punch↑（2008年7月）マリン・エンタテインメント